# Laccoptera tredecim-punctata
Laccoptera tredecim-punctata es una especie de insecto coleóptero de la familia Chrysomelidae.
Fue descrita científicamente en 1801 por Johan Christian Fabricius.